# Inger Sjørslev
Inger Sjørslev (f. 1948) er mag.scient. og lektor i antropologi ved Københavns Universitet og har tidligere været museumsinspektør på Nationalmuseet.
Inger Sjørslev har regional etnografisk specialisering i Sydamerika, især Brasilien, og i bogen Gudernes Rum (Gyldendal, 1995) har hun beskrevet den brasilianske religion candomblé. Hendes tematiske specialisering er religion, ritualer, indfødte folk, museologi og politisk kultur. 
Hun var direktør for "International Work Group on Indigenous Affairs" (IWGIA) mellem 1994 og 1997.